# Plagiognathus confusus
Plagiognathus confusus är en insektsart som beskrevs av Reuter 1909. Plagiognathus confusus ingår i släktet Plagiognathus och familjen ängsskinnbaggar. Inga underarter finns listade i Catalogue of Life.